# Тревор Говард
Тре́вор Го́вард (англ. Trevor Howarg; нар. 29 вересня 1913 — пом. 7 січня 1988) — британський актор театру, кіно і телебачення, лауреат премій BAFTA та Emmy.

## Біографія
Тревор Воллас Говард-Сміт був старшим і єдиним сином Артура Джона Говарда-Сміта, представника компанії Lloyd's of London на Цейлоні, та його дружини, Мейбл Ґрей Воллас, медсестри за професією. До п'ятирічного віку він мешкав у Коломбо, у віці восьми років був відправлений у коледж Кліфтон, Бристоль, Англія.
Акторської майстерності Говард навчався у Королівській академії драматичного мистецтва, незадовго до Другої світової війни виступав в Лондоні. Його першою оплачуваною роботою стала участь в п'єсі Revolt in a Reformatory (1934), ще до того як він пішов з Королівської академії в 1935 році у пошуках невеликих ролей. Того ж року він був помічений агентом кіностудії Paramount Pictures, проте відхилив пропозицію про співпрацю, віддавши перевагу театральній кар'єрі. У 1936 році він був запрошений до трупи Королівського шекспірівського театру в Стратфорд, а також отримав роль у лондонській виставі Теренса Реттігена «Французька без сліз» (French without Tears), що виконувалася на сцені впродовж двох років. У 1939 році він повернувся до Стратфорда.
На початку Другої світової війни Говард зголосився служити добровольцем у військах Королівських військово-повітряних сил Великої Британії і Британської армії, але йому було відмовлено. Проте, у 1940 році, після роботи в Колчестерському репертуарному театрі, він був призваний до Королівського корпусу зв'язку, в повітряно-десантну дивізію, та став другим лейтенантом, до того як був демобілізований у 1943 році.

## Кар'єра в кіно
Дебютував у британському кіно роллю моряка у фільмі «Шлях вперед» (1944) і льотчика в «Дорозі до зірок» (1945). Успіх прийшов з роллю у фільмі Девіда Ліна «Коротка зустріч» (1945), де зіграв невпевненого у собі закоханого лікаря.
Отримав визнання колег за головну роль п'яного Волтера Морела в адаптації роману Д. Г. Лоуренса «Сини та коханці» (1960). Тоді ж був номінований за цю роль на Оскар в категорії «Найкращий актор». З віком йому найкраще вдавалися ролі божевільних або недобрих військових, як, наприклад, капітана Блая в «Заколоті на Баунті» (1962) або багроволицого лорда Кардігана у фільмі «Атака легкої кавалерії» (1968). З часом Говард відійшов від виконання головних ролей і вже у 1970-ті роки переважно грав характерних персонажів.
Говард зіграв багато ролей другого плану. Безперечними акторськими удачами серед таких його робіт стали роль сільського священика, отця Коллінза у фільмі Девида Ліна «Дочка Райана» (1970), композитор Ріхард Вагнер в історичній драмі Лукіно Вісконті «Людвіг» (1972) і доктор Ренк в «Ляльковому будинку» Джозефа Лоузі (1973). Говард продовжував багато зніматися, працюючи як у Європі, так і у Голлівуді, у тому числі й у відверто комерційних голлівудських проектах, таких як «Супермен» (1978, реж. Річард Доннер).
В останні роки життя Говард часто з'являвся на екрані усього лише в епізодичних ролях. Однією з останніх помітних робіт актора стала роль судді Брумфілда у фільмі «Ганді» (1982) Річарда Аттенборо.

## Особисте життя
Тревор Говард був одружений (з 1944 року) на актрисі театру і кіно Гелен Черрі.
Помер 7 січня 1988 року у місті Буші, графство Хертфордшир у Англії.

## Обрана фільмографія
| Рік  |    | Українська назва                            | Оригінальна назва                 | Роль                                              |
| ---- | -- | ------------------------------------------- | --------------------------------- | ------------------------------------------------- |
| 1945 | ф  | Коротка зустріч                             | Brief Encounter                   | Алек Гарві                                        |
| 1945 | ф  | Назустріч зіркам                            | The Way to the Stars              | Картер                                            |
| 1946 | ф  | Я бачу незнайомця                           | I See a Dark Stranger             | лейтенант Девід Бейнс                             |
| 1946 | ф  | Зелений означає небезпека                   | Green for Danger                  | Барні Барнс                                       |
| 1947 | ф  | Вони зробили мене втікачем                  | They Made Me a Fugitive           | Клем Морган                                       |
| 1949 | ф  | Пристрасна дружба                           | The Passionate Friends            | Стівен Стреттон                                   |
| 1949 | ф  | Третя людина                                | The Third Man                     | майор Келлоуей                                    |
| 1950 | ф  | Одетта                                      | Odette                            | Пітер Черчілл/Рауль                               |
| 1950 | ф  | Золота саламандра                           | Golden Salamander                 | Девід Редферн                                     |
| 1952 | ф  | Вигнанець з островів                        | Outcast of the Islands            | Пітер Віллемс                                     |
| 1953 | ф  | Суть справи                                 | The Heart of the Matter           | Скобі                                             |
| 1955 | ф  | Закохані із Тахо                            | Les amants du Tage                | інспектор Льюіс                                   |
| 1955 | ф  | Герої вутлого суденця                       | The Cockleshell Heroes            | капітан Х'ю Томпсон                               |
| 1956 | ф  | Навколо світу за 80 днів                    | Around the World in 80 Days       | Фоллетін                                          |
| 1957 | ф  | Інтерпол                                    | Interpol                          | Френк МакНеллі                                    |
| 1957 | ф  | Мануела                                     | Manuela                           | Джеймс Протеро                                    |
| 1958 | ф  | Ключ                                        | The Key                           | Кріс Форд                                         |
| 1958 | ф  | Коріння неба                                | The Roots of Heaven               | Морель                                            |
| 1960 | ф  | Сини та коханці                             | Sons and Lovers                   | Волтер Морел                                      |
| 1962 | ф  | Заколот на Баунті                           | Mutiny On The Bounty              | Вільям Блай                                       |
| 1963 | тф | Непереможний містер Дізраелі                | Invincible Mr. Disraeli           | Бенджамін Дізраелі                                |
| 1964 | ф  | Тато гусак                                  | Father Goose                      | Френк Хоутон                                      |
| 1965 | ф  | Операція «Арбалет»                          | Operation Crossbow                | професор Ліндеманн                                |
| 1965 | ф  | Потяг фон Райєна                            | Von Ryan's Express                | майор Ерік Фінчем                                 |
| 1965 | ф  | Морітурі                                    | Morituri                          | полковник Статтер                                 |
| 1965 | ф  | Ліквідатор                                  | The Liquidator                    | Мостін                                            |
| 1965 | тф | Орел у клітці                               | Eagle in a Cage                   | Наполеон Бонапарт                                 |
| 1966 | ф  | Маки — це також квіти                       | The Poppy Is Also a Flower        | Сем Лінкольн                                      |
| 1966 | ф  | Потрійний хрест                             | Triple Cross                      | британський офіцер                                |
| 1967 | ф  | Довга дуель                                 | The Long Duel                     | Янг                                               |
| 1968 | ф  | Атака легкої кавалерії                      | The Charge of the Light Brigade   | лорд Кардінган                                    |
| 1969 | ф  | Битва за Британію                           | Battle of Britain                 | Кіт Парк                                          |
| 1969 | ф  | Лола                                        | Lola                              | дідусь Лоли                                       |
| 1970 | ф  | Дочка Райана                                | Ryan's Daughter                   | отець Х'ю Коллінз                                 |
| 1971 | ф  | Спіймати шпигуна                            | To Catch a Spy                    | сер Тревор Доусон                                 |
| 1971 | ф  | Марія — королева Шотландії                  | Mary, Queen of Scots              | Вільям Сесіл                                      |
| 1971 | ф  | Викрадений                                  | Kidnapped                         | Лорд Адвокат                                      |
| 1972 | ф  | Людвіг                                      | Ludwig                            | Ріхард Вагнер                                     |
| 1972 | ф  | Образа                                      | The Offence                       | лейтенант Картрайт                                |
| 1972 | ф  | Папесса Іоанна                              | Pope Joan                         | папа римський Лев IV                              |
| 1973 | ф  | Ляльковий будинок                           | A Doll's House                    | доктор Ранк                                       |
| 1974 | ф  | Викрадачі діамантів                         | 11 Harrowhouse                    | Клайд Мессі                                       |
| 1974 | ф  | Переслідування                              | Persecution                       | Пол Белламі                                       |
| 1975 | ф  | Граф Монте Крісто                           | The Count of Monte Cristo         | аббат Фаріа                                       |
| 1975 | ф  | Негідна поведінка                           | Conduct Unbecoming                | полковник Бенджамін Стренг                        |
| 1976 | ф  | Аси в небі                                  | Aces High                         | підполковник Сілкін                               |
| 1976 | ф  | Непристойні пригоди Тома Джонса             | The Bawdy Adventures of Tom Jones | сквайр Вестерн                                    |
| 1976 | ф  | Альбіно                                     | Albino                            | доктор Йоханнес                                   |
| 1977 | ф  | Останній рімейк Красунчика Жеста            | The Last Remake of Beau Geste     | сер Гектор                                        |
| 1978 | ф  | Стіві                                       | Stevie                            | чоловік                                           |
| 1978 | ф  | Супермен                                    | Superman                          | перший старійшина                                 |
| 1979 | ф  | Метеор                                      | Meteor                            | сер Майкл Х'юз                                    |
| 1969 | ф  | Ураган                                      | Hurricane                         | отець Мелоун                                      |
| 1980 | ф  | Морські вовки                               | The Sea Wolves                    | Джек Картрайт                                     |
| 1981 | ф  | Велика лялькова подорож                     | The Great Muppet Caper            | сердита людина у ресторані (в титрах не вказаний) |
| 1981 | ф  | На відстані світлових років                 | Les Années lumière                | Йошка Полякефф                                    |
| 1981 | ф  | Той, що крокує за вітром                    | Windwalker                        | Той, що крокує за вітром                          |
| 1982 | ф  | Мисіонер                                    | The Missionary                    | лорд Генрі Еймс                                   |
| 1982 | ф  | Ганді                                       | Gandhi                            | суддя Брумфілд                                    |
| 1984 | ф  | Легенда про сера Гавейне та Зеленого лицаря | Sword Of The Valiant              | Король                                            |
| 1986 | с  | Петро Великий                               | Peter the Great                   | Ісаак Ньютон                                      |
| 1986 | ф  | Іноземець                                   | Foreign Body                      | доктор Стіррі                                     |
| 1987 | ф  | Біле зло                                    | White Mischief                    | Гілберт Колвайл                                   |
| 1988 | ф  | Зоря                                        | The Dawning                       | дідусь Ненсі                                      |
| 1988 | ф  | Слуга диявола                               | The Unholy                        | отец Силва                                        |

## Нагороди і номінації

### Нагороди
- BAFTA
  - 1959 — Найкращий британський актор (за фільм «Ключ»)
- Еммі
  - 1963 — Найкраща чоловіча роль («Непереможний містер Дізраелі»)

### Номінації
- Золотий глобус
  - 1961 — Найкращий актор («Сини та коханці»)
  - 1971 — Найкраща чоловіча роль другого плану («Донька Раяна»)
  - 1987 — Найкращий актор другого плану міні-серіалу або фільму на телебаченні («Різдвяний святвечір»)
- BAFTA
  - 1954 — Найкращий британський актор («Суть справи»)
  - 1958 — Найкращий британський актор («Мануела»)
  - 1969 — Найкраща чоловіча роль роль («Атака легкої кавалерії»)
- Еммі
  - 1966 — Найкраща чоловіча роль (Наполеон у телевізійному фільмі «Орел у клітці»)
  - 1975 — Найкраща чоловіча роль в міні-серіалі або фільмі («Граф Монте Крісто»)
- Оскар 
  - 1961 — Найкраща чоловіча роль («Сини та коханці»)